# Antoine Boutet
Pour les articles homonymes, voir Boutet.
Antoine Boutet, né le 4 juillet 1968, est un réalisateur, scénariste et producteur français.

## Biographie
Antoine Boutet est diplômé de l'école des beaux-arts de Pau et des Arts déco de Paris.

## Filmographie
- 2006 : Zone of Initial Dilution (court métrage)
- 2009 : Le Plein Pays
- 2015 : Sud eau nord déplacer
- 2024 : Ici Brazza

## Distinctions

### Récompenses
- 2009
  - Mention spéciale du jury FIDLab dans le cadre du festival international de cinéma de Marseille (pour Sud eau nord déplacer, présenté sous le titre Voies de traverse[2])
  - Prix du public dans le cadre du festival du film de Belfort - Entrevues pour le long métrage Le Plein Pays
- 2007
  - Meilleur documentaire au Tampere International Short Film Festival (pour Zone of Initial Dilution)

### Nominations
- 2014
  - Festival international du film francophone de Namur, catégorie « Regards du présent »[3]
  - Festival international du film de Locarno, catégorie « Cinéastes du présent »[4]